# Pascal Vincent
Pascal Vincent (* 22. September 1971 in Laval, Québec) ist ein ehemaliger kanadischer Eishockeyspieler und derzeitiger -trainer. Während seiner aktiven Karriere spielte er nur eine Saison im Profibereich, bei den Knoxville Cherokees in der ECHL. Als Trainer war er viele Jahre in der Ligue de hockey junior majeur du Québec sowie später unter anderem als Cheftrainer der Manitoba Moose in der American Hockey League tätig. Seit Juli 2024 ist er Cheftrainer der Rocket de Laval in der American Hockey League.

## Karriere

### Als Spieler
Pascal Vincent verbrachte seine Juniorenzeit in der Ligue de hockey junior majeur du Québec (LHJMQ), wo er zwischen 1988 und 1992 für die Castors bzw. Lynx de Saint-Jean, die Titan de Laval sowie zuletzt für das Collège Français de Verdun auflief. Mit dem Collège Français de Verdun gewann er dabei 1992 die LHJMQ-Playoffs um die Coupe du Président und nahm daher auch am Memorial Cup 1992 teil, den jedoch die Kamloops Blazers gewannen. Anschließend lief der Angreifer für eine Spielzeit im Profibereich auf, indem er sich den Knoxville Cherokees in der neu gegründeten East Coast Hockey League anschloss. Nach der Saison 1992/93 endete seine aktive Karriere.

### Als Trainer
Seine Laufbahn als Trainer begann bei den Lynx de Saint-Jean, als er 1994 als Assistenztrainer zu seinem früheren Klub zurückkehrte. Nach einem Jahr dort wechselte er als Cheftrainer in eine lokale Nachwuchsliga von Québec, wo er die Régents de Laval-Laurentides-Lanaudière von 1995 bis 1999 betreute. Anschließend kehrte er in die LHJMQ zurück, wo er fortan die Geschicke der Cape Breton Screaming Eagles als Cheftrainer bzw. ab 2001 auch als General Manager leitete. Dort wählte man ihn 2002 ins Second All-Star-Team der LHJMQ, während er parallel bei der U18-Weltmeisterschaft 2003 als Assistenztrainer fungierte und dabei mit dem Team die Goldmedaille gewann. Bei den Eagles wurde er zudem 2007 als bester General Manager mit der Trophée Maurice Filion sowie 2008 als bester Trainer der Liga mit der Trophée Ron Lapointe geehrt. In der Folge übernahm er zur Saison 2008/09 in gleicher Personalunion beim Club de hockey junior de Montréal und sollte dies auch weiterhin nach dessen Umsiedlung nach Blainville-Boisbriand tun, jedoch wurde er im Sommer 2011 als Assistenztrainer von Claude Noël bei den Winnipeg Jets in der National Hockey League (NHL) verpflichtet.
In der Folge war Vincent zehn Jahre in der Organisation der Jets tätig, davon die erste Hälfte als genannter Assistent sowie von 2016 bis 2021 als Cheftrainer der Manitoba Moose in der American Hockey League (AHL), dem Farmteam Winnipegs. In dieser Funktion ehrte man ihn im Jahre 2018 mit dem Louis A. R. Pieri Memorial Award als bester Trainer der AHL. Zur Saison 2021/22 kehrte Vincent in die NHL zurück, indem er als Assistent von Brad Larsen bei den Columbus Blue Jackets engagiert wurde. Nach zwei Jahren in dieser Position beförderte man ihn im September 2023 zum Cheftrainer der Blue Jackets, da der ursprünglich erst im Juli 2023 neu verpflichtete Headcoach Mike Babcock noch in der Preseason wieder zurücktrat. Bereits nach einer Saison wurde er jedoch vom neuen General Manager der Blue Jackets, Don Waddell, im Juni 2024 entlassen. Anschließen wechselte er zu den Rocket de Laval in die AHL, wo er am Ende der Saison 2024/25 erneut den Louis A. R. Pieri Memorial Award erhielt.

## Erfolge und Auszeichnungen
Als Spieler
- 1992 Coupe-du-Président-Gewinn mit dem Collège Français de Verdun

Als Trainer
| - 2002 LHJMQ Second All-Star-Team - 2003 Goldmedaille bei der U18-Weltmeisterschaft (als Assistenztrainer) - 2007 Trophée Maurice Filion | - 2008 Trophée Ron Lapointe - 2018 Louis A. R. Pieri Memorial Award - 2025 Louis A. R. Pieri Memorial Award |

## Karrierestatistik
(Legende zur Spielerstatistik: Sp oder GP = absolvierte Spiele; T oder G = erzielte Tore; V oder A = erzielte Assists; Pkt oder Pts = erzielte Scorerpunkte; SM oder PIM = erhaltene Strafminuten; +/− = Plus/Minus-Bilanz; PP = erzielte Überzahltore; SH = erzielte Unterzahltore; GW = erzielte Siegtore; 1 Play-downs/Relegation; Kursiv: Statistik nicht vollständig)